# Hannah Marshall
Hannah Marshall es una actriz neozelandesa, más conocida por haber interpretado a Beth Wilson en la serie Shortland Street y a Loretta Schembri en la serie Packed to the Rafters.	

## Biografía
Antes de convertirse en actriz, fue gimnasta; sin embargo, mientras se encontraba entrenando para ir a los Juegos Olímpicos de Sídney 2000, se lesionó y decidió retirarse.

## Carrera
En 2007 apareció en la serie Shortland Street, donde interpretó a la enfermera Beth Wilson. Ese mismo año dio vida a Vicki Van Horton en la serie Amazing Extraordinary Friends. En 2008 interpretó a Kimberly en varios episodios de la serie Burying Brian. En 2009 apareció como invitada en un episodio de la aclamaa serie australiana All Saints, donde interpretó a Sandra. Ese mismo año apareció como personaje recurrente en la serie Diplomatic Immunity, donde dio vida a Kirsty.
En 2010 se unió a la tercera temporada de la exitosa serie dramática Packed to the Rafters, donde interpretó a Loretta "Retta" Schembri hasta el final de la serie el 2 de julio de 2013. En 2014 apareció como invitada en la miniserie ANZAC Girls, donde interpretó a la enfermera Millicent Parker.

## Filmografía

### Series de televisión
| Año         | Título                                     | Personaje        | Notas                   |
| ----------- | ------------------------------------------ | ---------------- | ----------------------- |
| 2014        | NCIS: Naval Criminal Investigative Service | Joven Maggie     | episodio "So It Goes"   |
| 2014        | ANZAC Girls                                | Millicent Parker | episodio "Adventure"    |
| 2010 - 2013 | Packed to the Rafters                      | Loretta Schembri | 65 episodios            |
| 2009        | All Saints                                 | Sandra           | episodio "Duty Bound 2" |
| 2009        | Diplomatic Immunity                        | Kirsty           | 13 episodios            |
| 2008        | Burying Brian                              | Kimberley        | 5 episodios             |
| 2007        | Shortland Street                           | Beth Wilson      | 22 episodios            |
| 2007        | Amazing Extraordinary Friends              | Vicki Van Horton | 18 episodios            |

### Películas
| Año  | Título                            | Personaje | Notas                                                                   |
| ---- | --------------------------------- | --------- | ----------------------------------------------------------------------- |
| 2014 | The Gift                          | Susan     | corto - junto a Mark Lee, Ben Mingay, Anne Tenney y Harry Greenwood     |
| 2014 | The Infinite Man                  | Lana      | junto a Alex Dimitriades y Josh McConville                              |
| 2010 | Veneer                            | Alena     | corto - junto a Rohan Nichol y Benjamin Paul Gerrard                    |
| 2007 | Reckless Behavior: Caught on Tape | Lorraine  | junto a Odette Yustman, Antonio Sabato Jr., Jared Turner y Laurie Foell |

### Teatro
| Año  | Obra                    | Personaje | Director | Teatro          | Notas |
| ---- | ----------------------- | --------- | -------- | --------------- | ----- |
| 2009 | The Cat and Mouse Show  | -         | -        | La Mama Theatre | -     |
| -    | The Reindeer Monologues | -         | -        | -               | -     |
| -    | Tape                    | -         | -        | -               | -     |
| -    | Luv and Loser           | -         | -        | -               | -     |

## Premios y nominaciones
| Año  | Categoría               | Premio                                    | Serie                 | Resultado |
| ---- | ----------------------- | ----------------------------------------- | --------------------- | --------- |
| 2011 | TV Actress              | Cosmopolitan’s Fun, Fearless Female Award | -                     | Nominada  |
| 2011 | Most New Female Actress | Logie Award                               | Packed to the Rafters | Nominada  |